# Araneus allani
Araneus allani là một loài nhện trong họ Araneidae.
Loài này thuộc chi Araneus. Araneus allani được Herbert Walter Levi miêu tả năm 1973.